# Seemannia sylvatica
Seemannia sylvatica är en tvåhjärtbladig växtart som först beskrevs av Carl Sigismund Kunth, och fick sitt nu gällande namn av Johannes von Hanstein. Seemannia sylvatica ingår i släktet Seemannia som ingår i familjen gloxiniaväxter (Gesneriaceae). Inga underarter finns listade i Catalogue of Life.

## Bilder

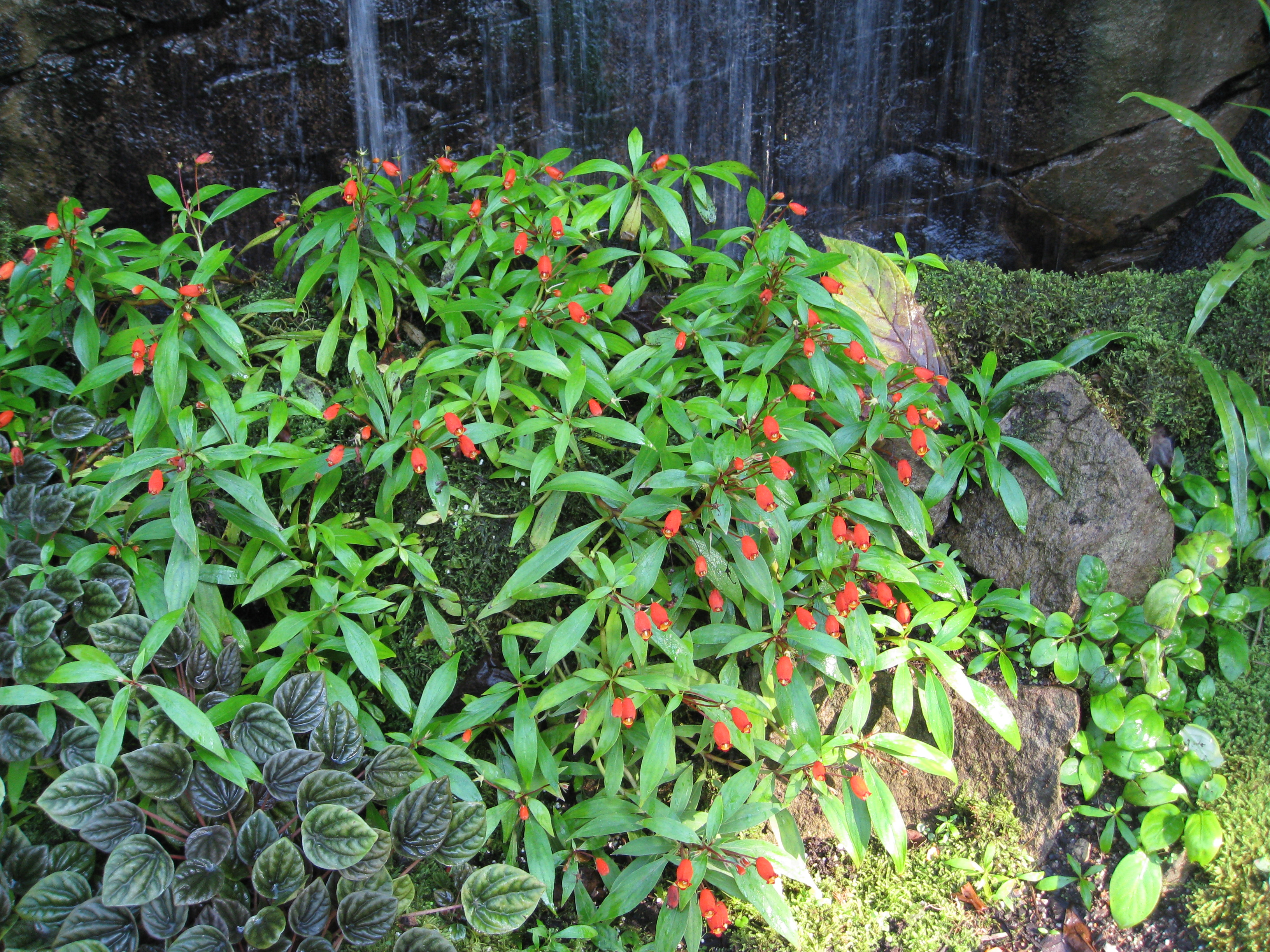
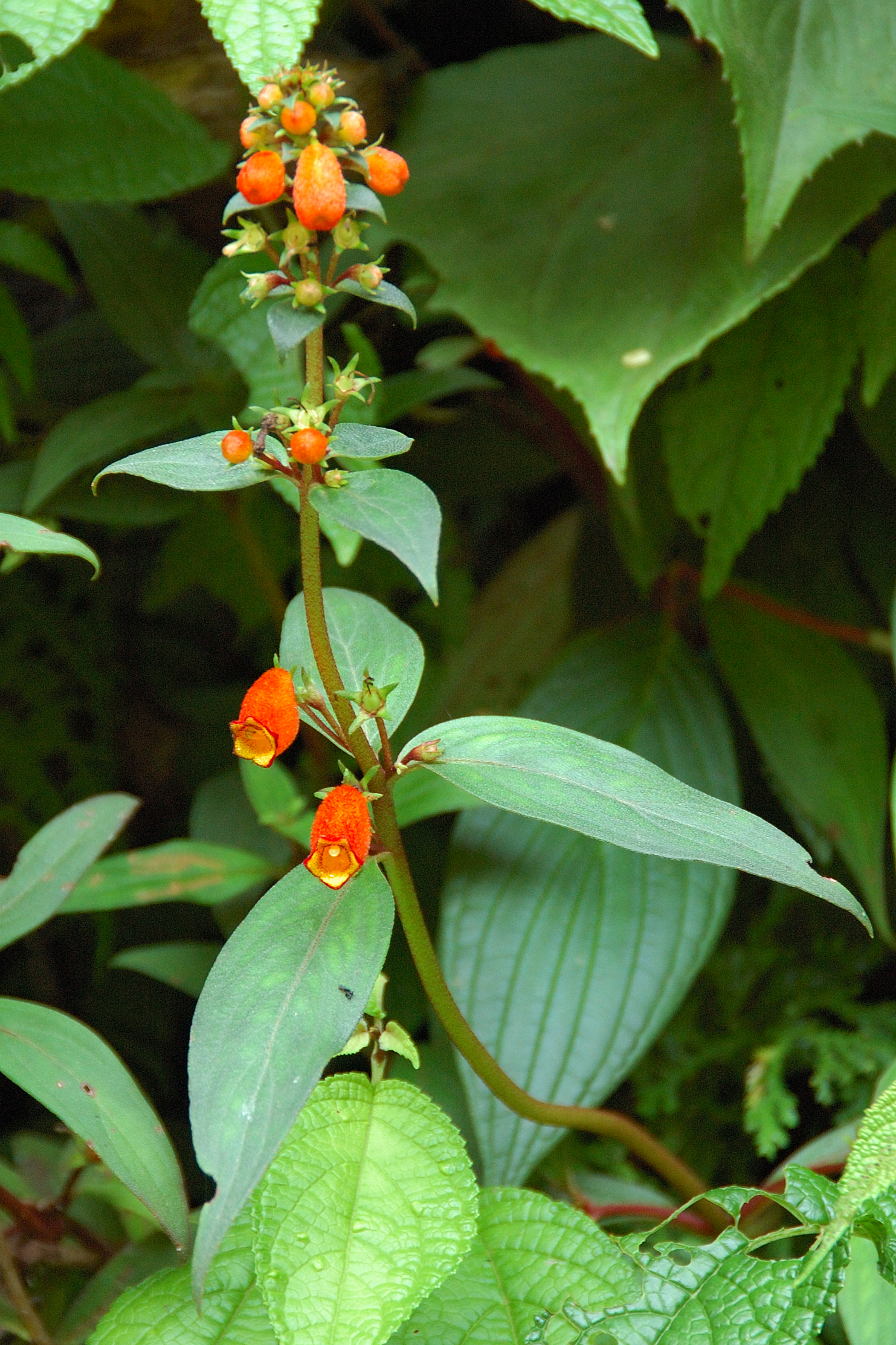
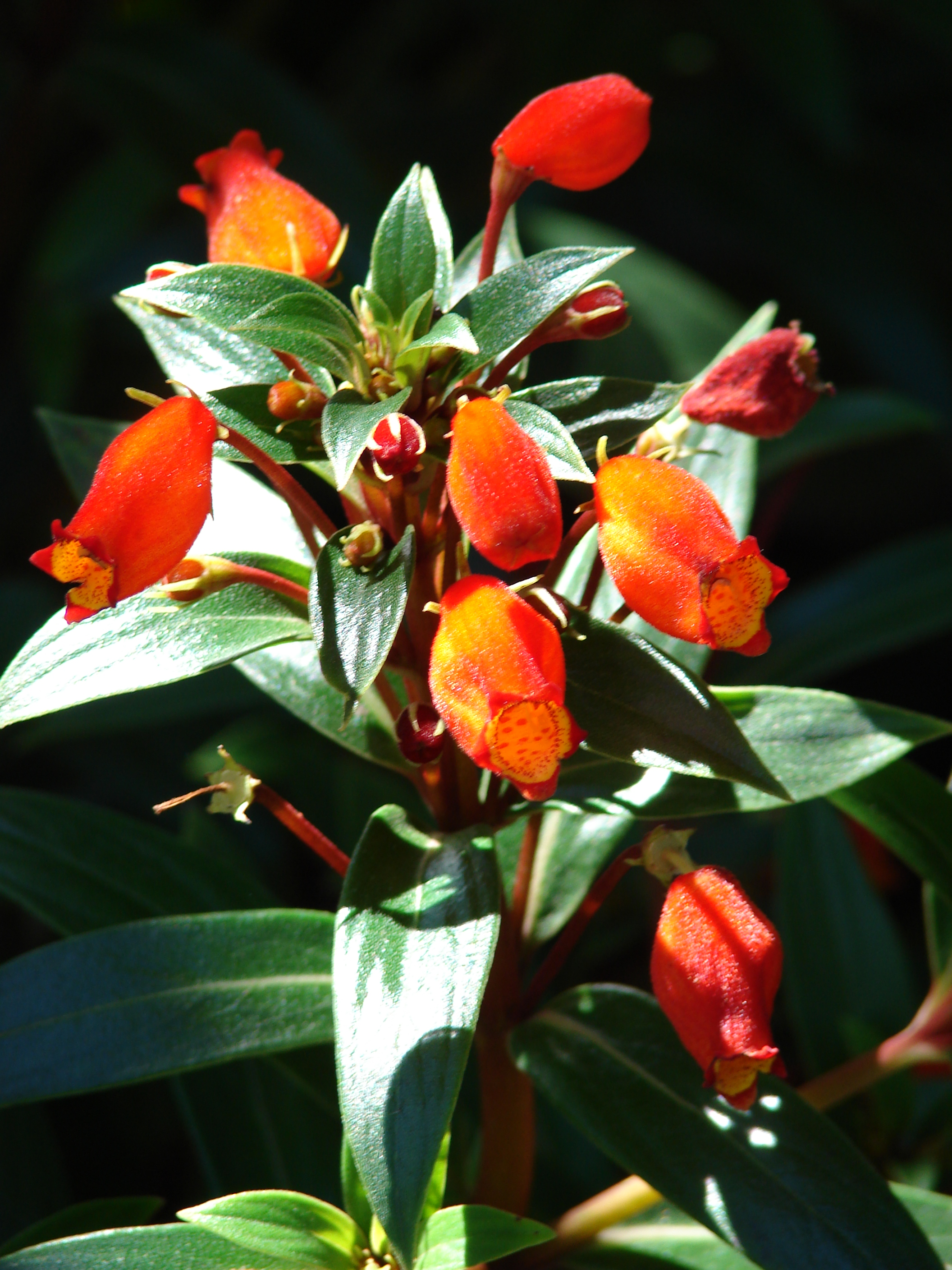